# 練馬区立大泉学園小学校
練馬区立大泉学園小学校（ねりまくりつ おおいずみがくえんしょうがっこう）とは、東京都練馬区大泉学園町にある小学校。

## 沿革
- 1968年（昭和43年）
  - 4月1日 - 開校。開校時点の児童数は824名。
  - 6月11日 - 開校記念式典挙行。この日（6月11日）を開校記念日と定めた。
- 1969年（昭和44年）
  - 1月28日 - 校章制定。
  - 3月17日 - 第一次校舎増築し、4教室竣工。
  - 7月15日 - プール完成。
- 1970年（昭和45年）
  - 1月10日 - 第二次校舎増築し、西昇降口と3教室竣工。
  - 12月28日 - 第三次校舎増築し、8教室竣工。
- 1973年（昭和48年）3月17日 - 校歌制定。
- 1974年（昭和49年）4月1日 - 大泉北小学校開校により、本校から児童350名移籍。
- 1977年（昭和52年）9月4日 - 校庭散水施設が完成。
- 1978年（昭和53年）
  - 4月1日 - 大泉学園緑小学校開校により、本校から児童31名移籍。
- 6月9日 - 創立10周年記念式典挙行。
- 1980年（昭和55年）4月1日 - 大泉学園桜小学校開校により、本校から児童354名移籍。
- 1984年（昭和59年）4月1日 - 学区再編により、現在の学区となる。この時点の児童数は551名。
- 1988年（昭和63年）11月19日 - 創立20周年記念式典挙行。
- 1991年（平成3年）10月31日 - ゆとり教室活用化工事が完了(開放型図書室・和室・ランチルーム他）。
- 1995年（平成7年）8月31日 - FFガス暖房工事が完了。
- 1996年（平成8年）8月30日 - 避難拠点防災井戸設置工事が完了。
- 1997年（平成9年）8月31日 - パソコン室設置。
- 1998年（平成10年）11月21日 - 開校30周年記念式典挙行し、記念行事開催。
- 2001年（平成13年）4月1日 - 心身障害学級開設（知的障害）。
- 2008年（平成20年）6月21日 - 開校40周年記念式典挙行し、記念行事開催。
- 2011年（平成23年）
  - 4月 - 自校給食開始。
  - 9月30日 - 耐震工事が完了。
- 2016年（平成28年）7月1日 - 校舎屋上防水と外壁改修（南・西側）の両工事。
- 2017年（平成29年）7月1日 - 外壁改修（北・東側）工事
- 2018年（平成30年）
  - 4月 - 特別支援教室拠点校開設（あおぞらルーム）。
  - 12月1日 - 開校50周年記念式典挙行。

## 通学区域
出典
- 練馬区
  - 大泉学園町4丁目（全域）
  - 大泉学園町7丁目（1番～4番）
  - 大泉学園町8丁目（1番～4番）
  - 大泉町4丁目（38番～49番）

## 進学先中学校
出典
- 練馬区立大泉学園中学校

## 学校周辺
- セブンイレブン練馬大泉学園小前店 - 敷地が隣接
- 影山の森緑地
- 大泉学園幼稚園 - 進級前幼稚園のひとつ
- 東京都立大泉桜高等学校
- 練馬区立大泉学園中学校 - 主な進学先中学校
- その他、「影山の森緑地」以外の公園・緑地も点在する。

## 交通アクセス
- 西武バス「泉38」・「泉38-1」・「泉38-2」の各系統で、「大泉学園小学校前」バス停下車。
- 西武鉄道池袋線大泉学園駅から、
  - 上述の西武バス「泉38」系統に乗車し、「大泉学園小学校前」バス停下車。
  - 徒歩約2.1km・約32分。